# Antonio Dalmonte
Antonio Dalmonte (Castrocaro Terme e Terra del Sole, 3 de abril de 1919 - Castrocaro Terme e Terra del Sole, 5 de septiembre de 2015) fue un futbolista italiano. Juega de defensa y su equipo es la A. C. Monza de la Serie B de Italia.
Dalmonte sube categorías con equipos de Romaña, hasta que su debut en la Serie A con la camiseta de la Juventus, Posteriormente, jugaría en el  Atalanta, club con el que disputó cuatro temporadas consecutivas, todos en la Serie A. Terminó su carrera en la IV Serie entre Aosta y Vogherese. En total, jugó 132 partidos en la Serie A y 39 en la Serie B.

## Clubes
| Año       | Club             | Partidos | Goles |
| --------- | ---------------- | -------- | ----- |
| 1940-1941 | Forlimpopoli     | 25       | 0     |
| 1941-1942 | Ambrosiana Inter | 0        | 0     |
| 1942-1943 | Ravenna FC       | 13       | 0     |
| 1945-1946 | Forlì            | 18       | 0     |
| 1946-1947 | Cesena           | 39       | 0     |
| 1947-1948 | Juventus         | 16       | 0     |
| 1948-1952 | Atalanta         | 116      | 0     |
| 1952-1953 | Reggiana         | 21       | 0     |
| 1953-1954 | Aosta            | 21       | 1     |
| 1954-1956 | Vogherese        | 23       | 0     |